# Ceruchus lignarius monticola
Ceruchus lignarius monticola es una subespecie de coleóptero de la familia Lucanidae.

## Distribución geográfica
Habita en Japón.